# Novy-Chevrières
Novy-Chevrières ist eine französische Gemeinde mit 744 Einwohnern (Stand: 1. Januar 2022) im Département Ardennes in der Region Grand Est (bis 2015 Champagne-Ardenne). Sie gehört zum Kanton Rethel im Arrondissement Rethel sowie zum Gemeindeverband Pays Rethélois.

## Geographie
Die Gemeinde liegt rund 45 Kilometer nordöstlich von Reims entfernt. Umgeben wird Novy-Chevrières von den Nachbargemeinden Coucy im Süden, Doux im Südwesten, Bertoncourt im Westen, Sorbon im Nordwesten, Corny-Machéroménil im Norden sowie von den im Kanton Signy-l’Abbaye gelegenen Gemeinden Auboncourt-Vauzelles im Nordosten und Lucquy im Südosten.

## Geschichte
Im Jahr 1828 wurden die Gemeinden Novy und Saint Martin Chevrières zur heutigen Gemeinde Novy-Chevrières vereinigt.

## Bevölkerungsentwicklung
| Jahr                      | 1962 | 1968 | 1975 | 1982 | 1990 | 1999 | 2007 | 2015 |
| ------------------------- | ---- | ---- | ---- | ---- | ---- | ---- | ---- | ---- |
| Einwohner                 | 509  | 476  | 481  | 505  | 578  | 549  | 645  | 682  |
| Quelle: Cassini und INSEE |      |      |      |      |      |      |      |      |

## Sehenswürdigkeiten
- Kirche Saint-Pierre-du-Prieuré, Monument historique seit 1912[1]

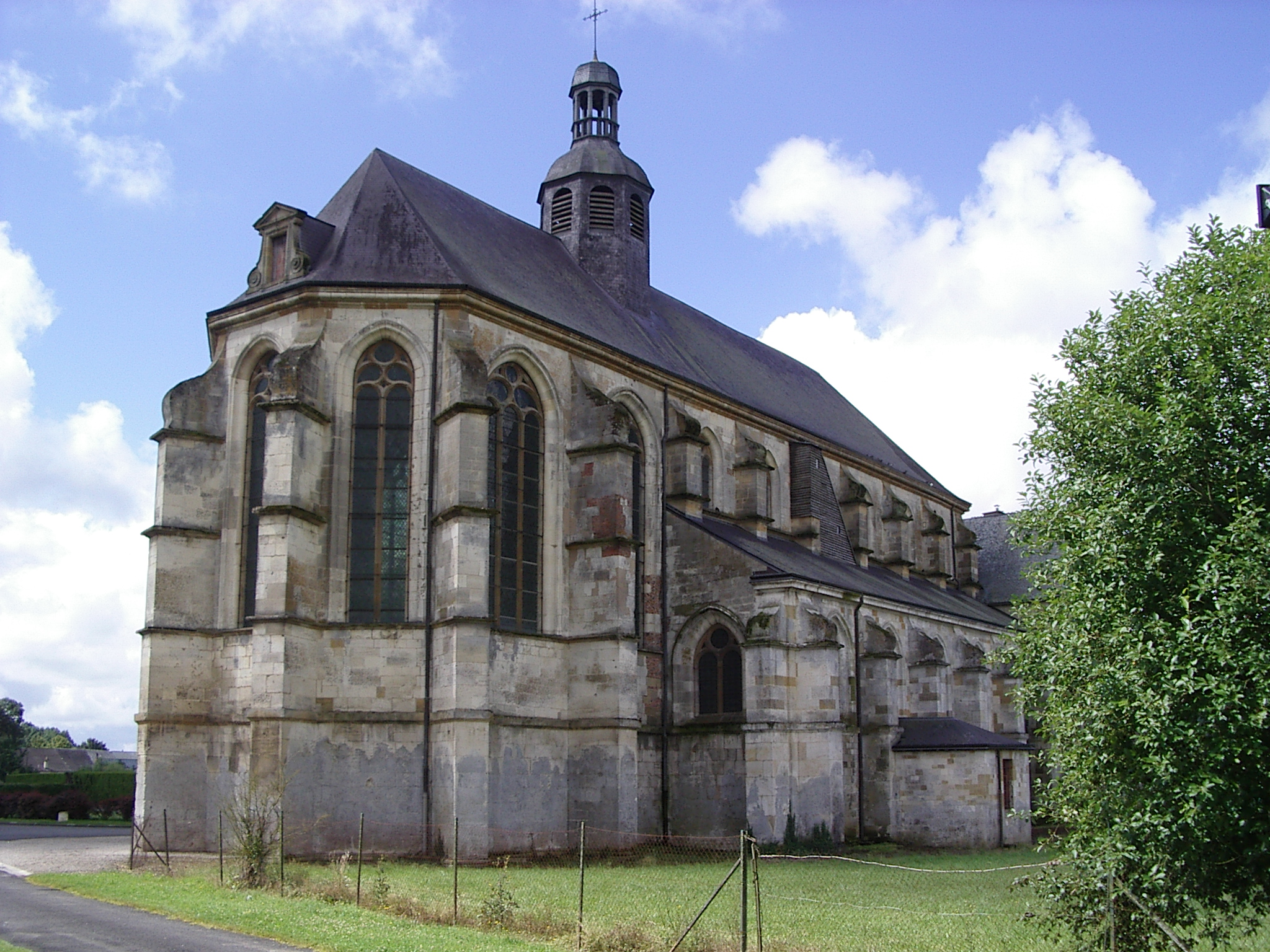
Kirche Saint-Pierre-du-Prieuré